# ورقة 1000 روبية هندية
الورقة النقدية الهندية فئة 1000 روبية (  1000) هي فئة قديمة من الروبية الهندية. أطلق البنك الاحتياطي الهندي الورقة لأول مرة في عام 1938 أثناء الحكم البريطاني، ثم أُلغي تداولها في عام 1946. أُعيد تقديم هذه الفئة في عام 1954بعد الاستقلال. وفي يناير 1978، أُلغي تداول جميع الأوراق النقدية ذات الفئات العالية بقيمة 1000و 5000 و10000روبية هندية من أجل الحد من الأموال النقدية غير المحسوبة.
مون أجل احتواء حجم الأوراق النقدية المتداولة بسبب التضخم، أُعيد طرح الـ 1000 روبية هندية مرة أخرى في نوفمبر 2000 في عهد حكومة أتال بيهاري فاجبايي كجزء من سلسلة الأوراق النقدية للمهاتما غاندي؛ إلى أن أُلغي تداولها في 8 نوفمبر 2016 على يد رئيس وزراء الهند ناريندرا مودي، للأسباب المزعومة لمنع إصدار العملة المزيفة ومحاربة الفساد وسوق الأموال السوداء .

## سلسلة المهاتما غاندي

### التصميم
تعتبر الورقة النقدية من فئة 1000 روبية هندية إحدى العملات التابعة لسلسلة المهاتما غاندي، وتأتي بحجمها 177 × 73 ملم باللون الوردي والأحمر، مع الجانب الأمامي الذي يحمل صورة للمهاتما غاندي مع توقيع محافظ بنك الاحتياطي الهندي. كما احتوت على ميزة برايل لمساعدة ذوي الإعاقة البصرية في التعرف على العملة. بينما يظهر على الجانب الخلفي رسم منصة النفط والقمر الصناعي ومسبك الفولاذ، وكلها تعرض اقتصاد الهند.
اعتبارًا من عام 2011، دُمجت علامة الروبية  الجديدة في الأوراق النقدية بقيمة 1000. وفي يناير 2014، أعلن بنك الاحتياطي الهندي أنه سوف يسحب من التداول جميع الأوراق النقدية المطبوعة قبل عام 2005 بحلول 31 مارس 2014. مُدد الموعد النهائي لاحقًا إلى 1 يناير 2015، ثم مرة أخرى إلى 30 يونيو 2016. وصل تكلفة الـ 1000 روبية الهندية إلى 3.54 روبية.

### ميزات الأمان
تتضمن ميزات الأمان للأوراق النقدية من فئة 1000 روبية هندية ما يلي: 
- خيط أمان ذو نافذة يُقرأ "भारत" ( Bharat في نص Devanagari ) و"RBI" بالتناوب.
- صورة كامنة لقيمة الورقة النقدية على الشريط العمودي بجوار الجانب الأيمن من صورة المهاتما غاندي.
- العلامة المائية للمهاتما غاندي، وهي صورة معكوسة للصورة الرئيسية.
- طُبعت لوحة أرقام الورقة النقدية باستخدام ألياف الفلورسنت المدمجة والحبر المتغير بصريًا.
- منذ عام 2005، ظهرت ميزات أمان إضافية (بما في ذلك خيط الأمان المقروء آليًا، والعلامة المائية الكهربائية، وسنة الطباعة) على الورقة النقدية.

### التوقف
أعلن رئيس الوزراء ناريندرا مودي في 8 نوفمبر 2016 أنه "اعتبارًا من منتصف ليل 8 نوفمبر 2016، لن يتم قبول جميع الأوراق النقدية من فئة 1000 روبية هندية من سلسلة المهاتما غاندي، على الرغم من استمرار التعامل بالفئات النقدية 500 و2000 روبية هندية ضمن فئات سلسلة المهاتما غاندي الجديدة.

## اللغات
مثل الأوراق النقدية الأخرى للروبية الهندية، كُتبت قيمة الورقة النقدية بقيمة 1000 روبية هندية بـ 17 لغة. كُتبت القيمة على الوجه باللغتين الإنجليزية والهندية، بينما يهر الوجه الآخر قيمة الورقة بـ 15 لغة من أصل 22 لغة رسمية في الهند ، معروضة بالترتيب الأبجدي. شملت اللغات المدرجة الأسامية ، البنغالية، الغوجاراتية، الكانادية، الكشميرية، الكونكانية، المالايالامية، الماراثية، النيبالية، الأودية، البنجابية، السنسكريتية، التاميلية، التيلجو والأردية.
| قيمة الورقة النقدية باللغات الرسمية على الوجه الأول (في أسفل كلا الطرفين) | قيمة الورقة النقدية باللغات الرسمية على الوجه الأول (في أسفل كلا الطرفين) |
| اللغة                                                                     | قيمة الـ 1000 روبية هندية                                                 |
| ------------------------------------------------------------------------- | ------------------------------------------------------------------------- |
| الإنجليزية                                                                | ألف روبية                                                                 |
| الهندية                                                                   | एक हज़ार रुपये                                                                |
| قيمة الورقة النقدية باللغات الأخرى على الوجه الآخر (في أسفل كلا الطرفين)  |                                                                           |
| الأسامية                                                                  | এহেজাৰ টকা                                                                   |
| البنغالية                                                                 | এক হাজার টাকা                                                                 |
| الغوجاراتية                                                               | એક હજાર રૂપિયા                                                                |
| الكانادا                                                                  | ಒಂದು ಸಾವಿರ ರುಪಾಯಿಗಳು                                                              |
| الكشميري                                                                  | ساس رۄپیہِ                                                                 |
| الكونكانية                                                                | एक हजार रुपया                                                                |
| المالايالامية                                                             | ആയിരം രൂപ                                                                    |
| المهاراتية                                                                | एक हजार रुपये                                                                |
| النيبالية                                                                 | एक हजार रुपियाँ                                                                |
| أوديا                                                                     | ଏକ ହଜାର ଟଙ୍କା                                                                |
| البنجابية                                                                 | ਇਕ ਹਜ਼ਾਰ ਰੁਪਏ                                                                |
| السنسكريتية                                                               | सहस्रं रूप्यकाणि                                                                |
| التاميل                                                                   | ஆயிரம் ரூபாய்                                                                  |
| التيلجو                                                                   | వెయ్యి రూపాయలు                                                                  |
| الأردية                                                                   | ایک ہزار روپیے                                                            |

## سلسلة المهاتما غاندي الجديدة
أعلن وزير الشؤون الاقتصادية شاكتيكانتا داس في 10 نوفمبر 2016 عن إصدار ورقة نقدية جديدة بقيمة 1000 روبية هندية في سلسلة المهاتما غاندي الجديدة في الأشهر المقبلة. ولكنه تراجع في 22 فبراير 2017 عن إعلانه السابق بنفي ذلك، قائلًا إنه لا توجد خطة لإعادة تقديم الورقة النقدية.